# 井口裕香のトーキングすむすむ
『井口裕香のトーキングすむすむ』（いぐちゆかのトーキングすむすむ）は、2016年7月3日から2019年3月30日まで文化放送で放送されていたラジオ番組（アニラジ）である。パーソナリティは、声優の井口裕香。

## 概要
毎回ゲストを招き、『井口裕香の家への訪問者と井口裕香がおしゃべりする』というテイストで進行するトーク番組。ゲスト1人（または1組）につき2回の放送が当てられること（2本撮り）が多い。

## 構成
オープニング、エンディングのトークは井口1人で行い、オープニングトークが一段落したころにゲストが参加する。ゲスト登場時は、チャイム音や応答などが克明に演じられる。
ゲスト全員に対して、『理想の家の間取り』を書いてもらうコーナーがあり、YouTubeでのアーカイブ（後述）では見ることが出来る。

## 放送

### 文化放送による放送
文化放送では、以下の時間に放送されていた。
- 毎週月曜 1:00 - 1:30（日曜深夜、第1回 - 第10回）
- 毎週日曜 3:00 - 3:30（土曜深夜、第11回 - 第140回）

### アーカイブ
YouTubeニジ★スタチャンネルにて、第16回以降のアーカイブを聴取することが出来る。

## ゲスト
- 阿澄佳奈…1 - 2回、50 - 51回、100回、103回、140回
- 日笠陽子…1 - 2回、50 - 51回、100回、103回、138 - 139回
- 高橋未奈美…4回、129 - 130回
- 久保ユリカ…5 - 6回
- 豊崎愛生…7回
- 浅野真澄…8回
- 寿美菜子…9 - 10回、60 - 61回
- 瀬戸麻沙美…11 - 12回、77 - 78回、127 - 128回
- 儀武ゆう子…13回、75 - 76回
- 今井麻美…14 - 15回
- 小倉唯…16 - 17回
- 上坂すみれ…18 - 19回
- May'n…20 - 21回
- 早見沙織…22 - 23回
- 西山宏太朗…24 - 25回
- 高垣彩陽…26 - 27回
- 東山奈央…28 - 29回
- 日高里菜…30 - 31回
- 本渡楓…32 - 33回
- 喜多村英梨…34 - 35回、79 - 80回、136 - 137回
- 小林洋平…36回(年度末のため振り返り回)
- 櫻井孝宏…37 - 38回
- 井澤詩織…39 - 40回
- 春奈るな…41 - 42回
- 福圓美里…44 - 45回、117 - 118回
- 金元寿子…46 - 47回
- 内山夕実…48 - 49回
- 安野希世乃…52 - 53回
- 水瀬いのり…54 - 55回
- 小松未可子…56 - 57回
- GARNiDELiA…58 - 59回
- 伊瀬茉莉也…62 - 63回
- 戸松遥…64 - 65回、111 - 112回
- 中島愛…66 - 67回
- 佐藤亜美菜…68 - 69回
- 高橋美佳子…70回
- 伊藤かな恵…71 - 72回
- 大坪由佳…73 - 74回
- 渕上舞…81 - 82回
- 木野日菜…83 - 84回
- 小清水亜美…85 - 86回
- 牧野由依…87 - 88回
- 明坂聡美…89 - 90回
- 大西沙織…91 - 92回
- 内田真礼…93 - 94回
- i☆Ris(若井友希、茜屋日海夏)…95 - 96回
- 山崎はるか…97回
- 井上麻里奈…98 - 99回
- 優木かな…101 - 102回
- 石原夏織…104 - 105回
- 豊田萌絵…106 - 107回
- 下田麻美…108回[注釈 1]
- 桃河りか…109 - 110回
- 天津向…113 - 114回
- 中上育実…115 - 116回
- 田中貴子…119 - 120回
- 佐藤利奈…121 - 122回
- 洲崎綾…123 - 124回
- 藤田咲…125 - 126回
- 益山武明…131 - 132回
- 沼倉愛美…133 - 134回
- 伊藤静…135回